# Rogue (personaggio)
Rogue, il cui vero nome è Anna Marie, è un personaggio dei fumetti statunitensi creato da Chris Claremont (testi) e Michael Golden (disegni), pubblicato dalla Marvel Comics e apparsa per la prima volta sulle pagine di Avengers King-Size Annual n. 10 (agosto 1981).
È una dei pochi mutanti a considerare i propri poteri come una maledizione piuttosto che un dono, poiché essi le hanno impedito per molti anni qualunque contatto fisico. Proveniente dallo stato del Mississippi, viene dipinta come la bella-del-sud degli altri X-Men, anche a causa delle espressioni gergali e degli atteggiamenti assunti tipici delle regioni meridionali degli Stati Uniti.

## Storia editoriale
La primissima apparizione di Rogue sarebbe dovuta avvenire su Ms. Marvel n. 25 (1979), ma benché i disegni della prima metà della storia fossero stati completati, la serie venne cancellata e la storia rimase inedita per più di un decennio prima di essere pubblicata nell'albo Marvel Super Heroes n. 11 nel 1992. La prima apparizione del personaggio avvenne quindi su Avengers Annual n. 10 (1980). Nelle serie a fumetti dedicate ai mutanti apparve invece su Uncanny X-Men n. 158 prima come criminale, per poi unirsi alla squadra solamente nel n. 171. Nel corso degli anni le sono state dedicate diverse serie omonime, come:
- Rogue nn. 1-4 (1994-1996)
- Marvel Icons: Rogue nn. 1-4 (2001)
- Rogue (seconda serie) nn. 1-12 (2004-2005)

Rogue, come Wolverine, fu un personaggio unico nel suo genere nella storia degli X-Men poiché il suo vero nome e la sua storia furono rivelati ben più di vent'anni dopo la sua prima apparizione. Tuttavia, nel raccontare le sue origini alcuni sceneggiatori si contraddissero a vicenda, complicando più del necessario il già ingarbugliato background del personaggio.

## Biografia del personaggio

### Origini
I genitori di Rogue, Owen e Priscilla, si sposarono in giovane età e vissero la loro relazione a contatto con la natura in una comune hippie nella Contea di Coldecott, Mississippi. Il tentativo fallito di usare il misticismo degli indiani d'America per raggiungere l'Altra Sponda provocò la scomparsa di Priscilla facendo in modo che Carrie allevasse Anna. Tuttavia il dolore per la perdita della sorella la portarono a comportarsi in modo severo ed autoritario nei confronti della nipote facendola crescere come una ribelle. Fuggita lontano da casa una volta adolescente e cominciato ad usare il nome "Rogue", fu avvicinata da Mystica che su suggerimento della sua partner precognitiva Destiny decise di adottarla e trattarla come una figlia. In quel periodo Rogue conobbe Cody Robbins e durante uno dei loro flirt impulsivamente lo baciò attivando il suo potere, fino a quel momento latente, in grado di assorbire l'energia vitale e la psiche di chiunque toccasse. Traumatizzata dall'esperienza e dallo stato di coma nel quale Cody cadde, cominciò ad indossare vestiti che limitassero il contatto, anche accidentale, con qualcuno. Sfruttate tali vicende, Mystica trasformò la solitudine, l'amarezza, l'invidia e la disperazione di Rogue in rabbia, arruolandola nella sua Confraternita dei mutanti malvagi. Inizialmente non interessata alle attività della Confraternita, dopo un incidente nel quale assorbì la psiche di un ragazzo di nome Freddie, decise di prenderne parte attivamente accettando di allearsi con la mutante Blindspot, capace di cancellare la memoria altrui con un semplice tocco. Quando Mystica decise di eliminarla, Blindspot cancellò sia la memoria della mutaforma che quella di Rogue per proteggersi. Avvertita da Destiny di tenere lontana Rogue dall'azione durante la prima missione della Nuova Confraternita composta da Pyro, Blob e Valanga, Mystica impedì che venisse arrestata con il resto del gruppo.
I fumetti da questo punto diventano contraddittori:
- In Avengers Annual n. 10, Mystica per liberare Destiny e gli altri convinse Rogue ad assorbire ed utilizzare i poteri di Carol Danvers.
- In Marvel Super Heroes n. 11, probabilmente in modo da far sembrare le azioni di Rogue meno criminali, Destiny ebbe una visione nella quale Ms. Marvel appariva come una minaccia per la ragazza che per salvarsi dovette assorbirne i poteri e la psiche.

In verità Rogue andò a San Francisco per cercare Ms. Marvel confrontandosi davanti alla porta di casa sua, mentre questa rientrava dopo un giro di shopping, e assorbendone deliberatamente i poteri. Tuttavia durante il processo qualcosa andò storto: forse Ms. Marvel si oppose duramente e/o troppo a lungo, tant'è che il trasferimento della sua mente e dei suoi poteri divenne permanente. Lo shock di aver assorbito una così potente psiche fece diventare Rogue instabile, tanto che cercò di uccidere Ms. Marvel gettandola giù dal Golden Gate Bridge (salvata dalla mortale caduta dalla Donna Ragno). Carol rimase per un breve periodo in stato comatoso prima che la sua memoria fosse ripristinata da Charles Xavier, fondatore degli X-Men. Più tardi Rogue si scontrò ripetutamente con Dazzler, sviluppando un odio profondo verso questa a causa della sua mutazione controllabile. Mystica desiderava che Rogue toccasse Angelo (unico membro degli X-Men la cui identità era nota al pubblico) in modo da scoprire il nascondiglio dei mutanti di Xavier. Rogue rifiutò, spaventata di poter assorbire in modo permanente la sua mutazione (vale a dire le ali) e fu sconfitta molte volte da Dazzler, prima che questa ammettesse pubblicamente di essere una mutante e scomparisse.

### X-Men
Più utilizzava i suoi poteri e più la sua mente era piena di frammenti di memorie delle persone che aveva toccato. La psiche di Carol Danvers in particolare fu molto vicina a prendere il controllo del corpo, tanto che divenne sempre più difficile per Rogue riuscire a trattenere quella che ormai era diventata una vera e propria seconda personalità, e cominciò a temere che i suoi poteri la stessero facendo impazzire. All'insaputa sua e di Mystica questo processo era aiutato da Mastermind, che subdolamente indeboliva la mente di Rogue con allucinazioni realistiche di Carol Danvers, in modo da vendicarsi della mutaforma. Ormai disperata arrivò a chiedere l'aiuto del professor Xavier che fu tuttavia incapace di fare un completo scan mentale della sua mente a causa della psiche aliena del Kree, che una volta aveva assorbito. Tuttavia, animato dalla compassione per lo stato della ragazza, Xavier le diede il benvenuto nella sua scuola e negli X-Men, nonostante la squadra l'avesse combattuta e le loro forti obiezioni. I primi mesi con gli X-Men non furono facili, poiché era vista come una minaccia, una spia della Confraternita all'interno della scuola. Quando la squadra si incontrò con Wolverine a Tokyo (dove stava preparando il matrimonio con Mariko Yashida), lei ricevette una fredda accoglienza, poiché quest'ultimo era buon amico e collega di missioni di Carol Danvers. Comunque, dopo che l'intero team all'infuori di Tempesta, Wolverine e la stessa Rogue fu avvelenato, i restanti furono costretti a fare lavoro di squadra per trovare il colpevole. Wolverine non fu affatto impressionato dalla fragilità di Rogue o dalla sua mancanza di esperienza, anzì minacciò di ucciderla dopo che questa cercò di baciarlo. I due furono rintracciati da Viper e dal suo amante Silver Samurai, mentre raggiungevano l'ospedale dove gli altri X-Men erano in cura, e Rogue fu ferita quando un raggio laser la colpì mentre faceva da scudo a Mariko. Dopo lo scontro, Wolverine la baciò per trasferirle i suoi poteri di guarigione: grazie agli sforzi compiuti per proteggere la sua fidanzata, Rogue aveva guadagnato la fiducia e il rispetto non solo del canadese ma anche del resto del gruppo. Rischiò ancora la vita per salvare Colosso, che nella sua forma metallica fu riscaldato e poi rapidamente congelato da Pyro. Ne assorbì i poteri, che la lasciarono nello stesso stato rigido in cui lui era poco prima, permettendogli di andare dai curatori Morlock per rimediare al danno. La vita di Rogue migliorò insieme agli X-Men, anche se continuò a combattere i residui psichici della mente Carol Danvers che crebbe velocemente, fino a che "Carol" (così si autodefiniva) non decise di rimpiazzare il costume da X-Man con l'uniforme da combattimento di Ms. Marvel durante gli scontri. Successivamente, Rogue attraversò il Seggio Periglioso dove fu giudicata da forze dimensionali che le promisero una "nuova vita". Di ritorno sulla Terra, le furono estirpati i resti della personalità di Carol Danvers, rendendola di nuovo integra psichicamente anche se temporaneamente priva di poteri. Ritrovandosi nella città fantasma australiana che gli X-Men decisero di utilizzare come nuova base dopo la miniserie Caduta dei Mutanti, Rogue dovette scontrarsi con Ms. Marvel la cui psiche si era riunita al corpo una volta fuori dal Seggio. Durante lo scontro la ragazza assorbì i poteri del mutante Gateway in modo da teleportarsi al sicuro, tuttavia Carol riuscì a raggiungerla prima che avesse il tempo di fuggire, e afferratala, attraversano il portale e scomparvero entrambe. Giunse così nella Terra Selvaggia senza più poteri, al contrario di Carol che fu teleportata all'isola di Muir, dove si scontrò con gli X-Men che erano caduti sotto il controllo mentale del Re delle Ombre. Carol lo combatté, ma i vasti poteri psichici del Re la sopraffecero e la corruppero. Ormai sotto il controllo del Re, Carol fu mandata nella Terra Selvaggia, dove trovò Rogue. Le due diedero vita ad un violento scontro, nel quale fu chiarito che la separazione aveva comportato una divisione della forza vitale fra le due, e non ne era rimasta abbastanza per permettere ad entrambe di sopravvivere. Nel momento in cui Rogue stava per essere prosciugata della sua parte, intervenne Magneto che distrusse il corpo di Ms. Marvel, salvandole la vita. In seguito i due ebbero un breve flirt terminato quando la ragazza riuscì a vedere oltre la sua nobile facciata quando questi uccise l'alta sacerdotessa Zaladane, che aveva creato un esercito pronto a conquistare la Terra. Una volta tornati i suoi poteri, volò all'isola Muir dove si riunì al resto degli X-Men e lì, come tutti gli altri, cadde sotto il controllo del Re delle Ombre, fino a quando furono liberati da Forge. Insieme lottarono contro il Re, Legione e Malice e dopo la fine della battaglia, gli X-Men si divisero in due squadre: Rogue fu assegnata alla Squadra Blu, guidata da Ciclope, in cui militava anche il nuovo membro degli X-Men, Gambit. I due furono immediatamente attratti l'uno dall'altra, ma lo sviluppo della loro relazione fu lento e traballante, sia per il mancato controllo da parte di Rogue dei suoi poteri sia per problemi di segretezza, disonestà e paura dell'intimità da parte di entrambi. Casualmente, Cody Robbins, la prima persona che cadde vittima dei poteri di Rogue, fu ucciso dall'ex-moglie di Gambit, Bella Donna. La durata della relazione fra i due è seconda solamente a quella fra Ciclope e Jean Grey. Fu rivelato in questo periodo che Mystica aveva due figli: il politico anti-mutanti Graydon Creed e l'X-Man Nightcrawler. A seguito della presunta morte di Ciclope, ci furono cambiamenti che portarono Rogue a comando della squadra, fino al ritorno di Tempesta. Quando il Consiglio Galattico trasformò la Terra in una colonia penale di massima sicurezza per centinaia di criminali extraterrestri, Rogue assorbì i poteri di Z'Cann, telepate aliena appartenente ai Cadre K, equivalente Skrull degli X-Men di Xavier. Z'Cann si fece intenzionalmente toccare da Rogue, in modo da attivare i poteri di quest'ultima e riuscire a scappare dai cacciatori di taglie che la inseguivano. Successivamente, Z'Cann utilizzò la sua telepatia per amplificare la capacità di Rogue di assimilare memorie, causando un'ulteriore mutazione del potere di questa.

### X-Treme X-Men
Allontanatasi dallo Xavier Institute assieme alla squadra guidata da Tempesta, la prima missione consistette nel ritrovare i Diari di Destiny nei quali erano scritti tanti avvenimenti futuri. Durante l'invasione di Khan, alieno conquistatore proveniente da un'altra dimensione, dell'isola-nazione di Madripoor, Rogue chiese a Sage di usare il suo potere di manipolazione della mutazione altrui per permetterle di controllare i vari poteri che negli anni aveva assorbito. Divenuta un esercito umano con a disposizione una gamma quasi infinita di superpoteri, Rogue si dovette anche confrontare con Vargas, il quale aveva letto della sua morte per mano della mutante nei Diari di Destiny, e voleva fare in modo che ciò non accadesse. Nel bel mezzo dell'invasione, Vargas tese un agguato a Rogue mentre questa stava cercando di liberare Gambit, trafiggendo entrambi con la sua spada prima di fuggire via. Rogue sopravvisse grazie ai poteri rigenerativi di Wolverine e Hulk. Tornato brevemente in città, Vargas fu raggiunto e sorpreso da Rogue, travestita da Psylocke (che Vargas aveva precedentemente ucciso per divertimento). Non è chiaro se Rogue alla fine abbia ucciso Vargas o se abbia sfidato il sapere dei Diari e lo abbia lasciato vivere cambiando il corso del destino. Tornata da Gambit, con l'aiuto di Jean Grey, riuscì ad impedirgli di morire. Vedendo che le truppe degli invasori si ritiravano, Rogue comprese che le profezie di Destiny erano solamente delle possibilità, e che tentare di seguirle si rivelava molto più pericoloso che ignorarle. Seppe inoltre, di aver ricevuto in eredità dalla stessa una magione nella città di New Orleans e una considerevole somma di denaro. Poco dopo, Rogue e Gambit ormai senza poteri lasciarono la squadra per stare da soli ed esplorare la loro relazione finendo per vivere in una casa sulla spiaggia a Valle Soleada, cittadina dove umani e mutanti coesistevano pacificamente. Qui ricevettero la visita di Alfiere e Sage, e dopo una serie di investigazioni sull'omicidio di una ragazza umana, Rogue e Gambit decisero di andare con questi per aiutare il team di Tempesta contro Elias Bogan, vecchio nemico di Sage. Dopo lo scontro, Rogue chiese a Sage di ripristinare i poteri di Gambit ed entrambi ritornarono negli X-Men durante l'operazione commerciale Marvel ReLoad. I poteri di Rogue tornarono in modo naturale anche se non possedette più le abilità che aveva assorbito da Ms. Marvel. Inseriti nel team capitanato da Havok, come prima missione dovettero sconfiggere una squadra di mutanti cinesi per salvare Xorn e portarlo alla scuola. A Filadelfia, gli X-Men fronteggiarono una Nuova Confraternita che li seguirono fino alla scuola e l'attaccarono. Combattendo contro Black Tom, Rogue fu fatta prigioniera e salvata da Northstar. Come mostrato nella sua miniserie, tempo dopo viaggiò verso il sud degli Stati Uniti per salvare una giovane mutante spaventata dai propri poteri. Mentre si trovava lì, incontrò Campbell St. Ange immune al suo tocco letale e assorbì forzatamente la coscienza di sua zia Carrie che le rivelò che sua madre era giunta sull'Altra Sponda, un reame onirico, per impedire al padre di gettarvisi volontariamente. All'interno di questa dimensione, incontrò lo spirito della madre e ne assorbì i ricordi in modo che potesse finalmente "andare oltre". Tornata da zia Carrie e scusatasi per come si era comportata in gioventù, poté finalmente considerarla la sua vera madre. Dopo ciò tornò dagli X-Men e combatté con la squadra contro il mostruoso Golgotha, creatura spaziale con limitate capacità telepatiche capace di indurre l'alienazione mentale riproducendo paure profonde, insicurezze e pensieri ignoti. Durante questo scontro, come risultato dell'influenza di Golgotha, Rogue e Gambit combatterono la realtà della loro relazione limitata dai poteri della ragazza. Wolverine, anche lui sotto l'influenza di Golgotha, rivelò a Rogue di aver sempre provato dei sentimenti per lei, e dopo un litigio con Gambit, i due si baciarono. Mentre era in viaggio in Giappone per investigare su una foto che la ritraeva in atteggiamenti criminali con Sole Ardente, i due scoprirono che una vecchia amica di quest'ultima, Blindspot, aveva cancellato loro i ricordi del loro passato. In questo periodo assorbì accidentalmente e permanentemente i poteri di Sole Ardente, che aveva perso le gambe per opera di Lady Deathstrike e adesso non desiderava più vivere, combatté contro la cyborg e più tardi contro gli X-Men, dopo che Blindspot ne aveva cancellato i ricordi dalla sua mente (che comunque tornarono con il passare del tempo). Rogue tornò alla scuola di Xavier solo per scoprire che Gambit era stato sedotto da Foxx, una nuova studentessa, che in seguito si rivelò essere Mystica, preoccupata per le scelte amorose della figlia e decisa a dimostrarle che razza di buffone fosse il suo fidanzato. Tuttavia, Gambit resistette al fascino di Foxx e dopo aver ripreso le sue normali sembianze, offrì al cajun qualcosa di più difficile da rifiutare: assunte le sembianze della figlia gli promise una notte di passione. Se avvenne o no qualcosa fra i due questo resta incerto, anche se Gambit insistette con Rogue che non era accaduto niente. Dopo aver scoperto la presenza della madre nella scuola, Rogue attaccò Gambit (che non si era mostrato affatto sorpreso dalla presenza della mutaforma) per non averglielo riferito. Questa lite portò alla frattura che Mystica stava aspettando per farle conoscere l'uomo che aveva scelto per lei, il criminale Pulse. Dopo essere stata scoperta, la mutaforma chiese agli X-Men di entrare a fare parte della squadra e di poter abitare alla scuola. Proposta non affatto gradita a Rogue né a Gambit.

### Leader
Quando nel periodo successivo all'M-Day riapparve Apocalisse, Gambit si offrì volontario per diventarne uno dei suoi cavalieri in modo da proteggere gli altri. Sotto controllo mentale, cercò di uccidere sia Rogue che gli X-Men e dopo l'ennesima sconfitta di Apocalisse, assieme a Sole Ardente trasformato nel cavaliere Carestia, lasciò gli X-Men per dare un nuovo inizio alla sua vita.
Una volta che il professor Xavier partì per lo spazio portò con sé Havok ed altri X-Men per tentare di fermare Vulcan, Ciclope diede a Rogue l'autorità per formare una squadra in grado di risolvere tempestivamente le emergenze. Scelti Uomo Ghiaccio, Cannonball, Cable, Sabretooth, Lady Mastermind, Sentinella Omega e Mystica che utilizzò questo periodo per cercare di sistemare il rapporto con la figlia, al termine della minaccia rappresentata dai Figli della Cripta la squadra abbandonò l'istituto e cadde nella trappola del genetista Pandemia, il quale mirava ad acquisire i poteri della maggior parte dei mutanti rimasti sul pianeta. Catturata Rogue, le iniettò il Ceppo 88 virus capace di amplificare qualsiasi tipo di potere e causare la morte del suo possessore, utilizzandola come cavia. Fuggita, assieme agli X-Men raggiunse l'isola di Providence dove fu monitorata da un team di medici fino all'arrivo della creatura aliena Ecatombe. Lasciata la clinica si diresse nel luogo dello scontro, dove riuscì a fermare il mostro assorbendo le otto miliardi di menti contenute al suo interno ed arrivando al limite di contenimento psichico. Seguendo il suggerimento di Mystica, il gruppo si diresse verso la casa natale della mutaforma, dove Uomo Ghiaccio chiamò in aiuto Emma Frost, Ciclope, Bestia e Wolverine. Poco dopo, Mystica, Lady Mastermind e Sentinella Omega, infettata da Malice, mostrarono il loro vero volto tradendo gli X-Men e schierandosi con i Marauders, in una battaglia che vide il ferimento di Rogue per mano della matrigna e la distruzione della casa.

### Messiah Complex
Trasportata alla base antartica dei Marauders, Rogue venne assistita alternativamente da Gambit e Mystica durante il coma. Utile poiché conosceva il contenuto dei Diari di Destiny, Sinistro decise di mantenerla in vita fino all'arrivo della piccola messia sull'isola Muir dopodiché rivelò alla mutaforma che per la ragazza non c'era più speranza e che sarebbe stato meglio lasciarla morire. Infuriata col genetista, Mystica lo uccise facendogli toccare il viso di Rogue, quindi, prendendo la bimba dalle mani di Gambit le fece sfiorare la pelle della figlia. Ripresasi completamente dagli effetti del Ceppo 88 grazie ai poteri della messia, Rogue si scagliò contro la madre accusandola di aver messo in pericolo la vita di un innocente. Non sopportando più le sue riprovevoli azioni, decise di farla finita una volta per tutte e, toltasi i guanti, l'afferò cominciando a prosciugarne la forza vitale. Fermatasi poco prima di toglierle la vita, Rogue commiserò se stessa per la sua impulsività: grazie al tocco della piccola era finalmente libera da ogni mente che aveva assorbito nel corso degli anni, almeno fino a quando non aveva toccato la madre. Ora, con un frammento di Mystica dentro di sé, un'amareggiata Rogue pregò Gambit, se ancora l'amava, di non seguirla.
Raggiunto l'outback australiano, Rogue ritorna al passato quartier generale di Maynards Plains con lo scopo di trascorrere un po' di tempo con se stessa. Durante il suo soggiorno viene raggiunta da un'antropologa dell'Università di Melbourne la quale le pone diverse domande sul luogo e i resti di diverse apparecchiature elettroniche, prima di essere presa di mira da alcuni predoni Shi'ar che l'attaccano smascherandola come Danger, incarnazione della Stanza del Pericolo fuggita dalla base S.W.O.R.D. poco prima della distruzione da parte degli Skrull. L'I.A. aveva avvicinato Rogue con lo scopo di utilizzarla nella sua vendetta contro Xavier ma viene danneggiata e riportata alla sua originale programmazione intrappolando tutti coloro che si trovano all'interno del suo raggio d'azione in una serie infinita di ologrammi legati alla storia degli X-Men. Giunti in soccorso di Rogue, Xavier e Gambit si uniscono agli alieni mentre la ragazza, con l'aiuto del frammento di psiche di Mystica, riesce a sconfiggere alcuni Marauders rimettendosi poi in cammino fra gli ologrammi della sua vita: accettato l'invito di Cody Robbins a seguirla rivive il momento in cui abbandona Gambit in Antartide dopo il suo processo per la parte avuta nell'uccisione del Morlock; torna nella Terra Selvaggia e riesuma i sentimenti che provava per Magneto prima che questi uccidesse Zaladane davanti ai suoi occhi ed infine si scontra con Ms. Marvel riuscendo a vincere e proclamando di non aver più conti in sospeso col passato. Nel frattempo, Xavier riesce ad accedere telepaticamente ai sistemi di Danger facendo cessare gli ologrammi e dando però vita ad uno scontro con gli Shi'ar desiderosi di appropriarsi della macchina e di riscuotere la taglia posta sulla testa dell'uomo da Vulcan. Dopo un breve scontro con i mutanti, gli Shi'ar abbandonano la Terra e Xavier propone a Rogue di occuparsi del problema costituito dai suoi poteri. Con l'aiuto di Danger, Xavier si introduce telepaticamente nella sua mente e rimuove l'ultima psiche, quella di Mystica, permettendo infine ai suoi poteri di raggiungere velocemente il loro pieno potenziale. Risvegliatasi dopo la procedura, Rogue si ritira in meditazione ma viene interrotta da Gambit il quale si propone come cavia per il test definitivo: dopo essersi scambiati un lungo bacio, senza alcun effetto collaterale negativo, Rogue comprende finalmente di poter gestire i suoi poteri.

### Vendicatrice
Entrerà nella squadra Unione dei vendicatori dopo AvX. Sarà di fondamentale aiuto contro Exitar l'esecutore, quando assorbirà i poteri di tutti i supereroi. Alla fine però manterrà i poteri di Wonder Man, che rimarrà bloccato nella sua mente.

### Axis
Insieme a Havok e Scarlet viene catturata dai T-Men di Teschio Rosso. Portata nel campo di concentramento per mutanti e inumani, libera se stessa, Havok, Scarlet e Magneto grazie ai poteri di Wonder Man, poiché l'indicatore che le fanno indossare non funziona sui mutanti.

## Poteri e abilità

### Mutazione originale
L'abilità mutante di Rogue le permette, attraverso il semplice contatto epidermico, di assorbire l'essenza comprendente la personalità, la memoria e le caratteristiche fisiche di chiunque tocchi e nel caso di individui dotati di superpoteri di tutte le loro abilità. La durata del trasferimento dipende da quanto a lungo permanga il contatto; inoltre, nel corso di questo processo di trasferimento, le "vittime" di Rogue vengono indebolite fisicamente e molto spesso cadono anche in uno stato di incoscienza. Se il contatto viene mantenuto per un lungo periodo (massimo alcuni minuti), il trasferimento di poteri e personalità può diventare permanente e provocare effetti letali.
Quando Rogue assorbe totalmente la psiche di una persona esiste il rischio che una personalità forte possa prendere il controllo, soverchiando quella dell'ospite. Quando dopo un certo lasso di tempo, dalla sua mente scompare la psiche di un individuo non totalmente assorbito, Rogue non perde tutte le memorie e le abilità acquisite, infatti capita spesso che alcuni frammenti di personalità persistano nella sua mente ed a volte riaffiorino. Pur tra alterne vicende, Rogue ha mostrato di non essere in grado di controllare questo suo potere ed è questo il motivo per cui solitamente riveste il suo corpo quasi totalmente in maniera da non lasciare scoperta una parte di epidermide e quindi, con un contatto involontario, provocare spiacevoli incidenti.

### Poteri pienamente sviluppati
Riacquistata la sua mutazione originale in maniera improvvisa e senza alcuna spiegazione, dopo l'esperienza con Ecatombe, il suo potere mutò in maniera pericolosa tanto che un suo semplice tocco era ormai letale. Dopo l'intervento della messia mutante, che la liberò dagli effetti nocivi del Ceppo 88 e dalle miliardi di menti assorbite dall'alieno, il suo tocco tornò all'iniziale stadio in cui bastava un semplice contatto per assorbire ricordi e abilità; più manteneva il contatto, più a lungo duravano gli effetti. A seguito della rimozione telepatica dei blocchi mentali da parte di Xavier e Danger, Rogue ha finalmente ottenuto il pieno controllo dei suoi poteri nel loro stadio maturo riuscendo ad attivarli e disattivarli con la sola applicazione della forza di volontà.

### Poteri di Ms. Marvel
Dopo aver assorbito totalmente la psiche di Ms. Marvel, acquisì le sue stesse abilità che consistevano in superforza, invulnerabilità, volo, settimo senso e resistenza alla telepatia. Questi poteri rimasero per lunghi anni in possesso di Rogue, ma quando infine perse per breve tempo i suoi poteri, anche le capacità che aveva assorbito da Ms. Marvel scomparvero per sempre.

### Poteri X-Treme
Durante il crossover Maximum Security, Rogue assorbì per un breve periodo la psiche, l'abilità telepatica e le fattezze fisiche della Skrull Z'Cann. A causa del potere di mutaforma di Z'Cann, Rogue si era trovata a manifestare casualmente i poteri che nel corso degli anni aveva assorbito. Successivamente, attraverso la meditazione riuscì ad imparare come controllare la manifestazione spontanea di tutti i poteri assorbiti, anche se alcuni di questi continuarono a manifestarsi inconsciamente e/o incontrollatamente (come gli artigli retrattili di Wolverine o i raggi ottici di Ciclope, tanto che Rogue fu costretta per un certo periodo ad indossare occhiali al quarzo-rubino). Durante l'invasione aliena di Kann, in un momento di estrema necessità Sage accettò di potenziare ulteriormente questo suo potere, facendo sì che potesse utilizzare tutte queste abilità altrui in maniera cosciente. Però dopo gli avvenimenti della serie X-Treme X-Men e l'uso sproporzionato di tutta questa potenza, Rogue perse sia la capacità di controllare la sua mutazione che tutti i poteri che lei aveva precedentemente assorbito da altri.

### Senza poteri
Persi tutti i poteri eccetto la propria mutazione originaria, Rogue mostrò per un certo periodo una notevole agilità e forza durante i combattimenti, sebbene questi non siano stati classificati come nuovi poteri mutanti, bensì il frutto di costante allenamento. Tuttavia Rogue mantenne un corredo genetico molto fluido, che fu modificato svariate volte da Sage per permetterle di aiutare la squadra nelle varie missioni.

### Poteri di Sole Ardente
Nella miniserie Rogue, la ragazza assorbì i poteri di Sole Ardente consistenti nella capacità di emettere calore e fiamme a qualsiasi temperatura, immunità a calore, fiamme e radiazioni, aumento della velocità e della forza fisica tramite il consumo della propria fiamma interna (che viene costantemente rigenerata), avvolgere il proprio corpo in un'aura incandescente, volare tramite il consumo della fiamma interna e vedere lo spettro infrarosso.

### Poteri di Wonder Man
Rogue assorbirà completamente Wonder Man, acquisendone i poteri, ma perdendo nuovamente il controllo dei suoi.

## Altre versioni

### Ultimate

Ultimate Kitty e Rogue. Disegni di Brandon Peterson.

In questa continuity, Rogue è una prigioniera di Arma X, assieme al Fenomeno e Nightcrawler. Dopo aver utilizzato le informazioni che aveva assorbito toccando Colosso, una squadra di Weapon X, s'intrufolò nella scuola e catturò tutti i mutanti presenti in essa. Con l'aiuto degli X-Men riuscì a smantellare la base e fuggire, per unirsi al team di Xavier, e diventare ufficialmente una di loro. Successivamente fu rapita dal criminale Gambit, che assoldato da Andreas e Andrea von Strucker, la volevano utilizzare per i loro piani, promettendole di aiutarla a controllare il suo potere. Rifiutò, e decise di scappare con Gambit, lasciando temporaneamente gli X-Men. Riapparvero a Las Vegas, dove Gambit lottò contro il Fenomeno, che innamorato di Rogue la rivoleva con sé. Dopo lo scontro, Gambit chiese a Rogue di baciarlo prima che morisse. Con il bacio, acquistò temporaneamente il potere di Gambit (e perse il proprio), e la sua peculiare caratteristica fisica (la cornea nera e le pupille rosse) e decise di ritornare allo Xavier Institute e di riprendere la sua relazione con l'Uomo Ghiaccio, con il quale perse la verginità. Successivamente Rogue parlò con il Professor Xavier a proposito dei suoi nuovi poteri, e questi teorizzò che fosse solo questione di tempo prima che la sua mutazione originaria tornasse. Poco dopo, durante una missione toccò Nightcrawler e ne assorbì i poteri, perdendo quelli di Gambit. Durante una missione, perse un braccio dopo che Cable le aveva sparato, ma grazie al fattore di guarigione acquisito da Wolverine, questo ricrebbe in poco tempo.

### House of M
Nella maxisaga House of M, Rogue è agente dello S.H.I.E.L.D. e membro della Red Guard, assieme a Wolverine, Mystica, Toad, Nightcrawler e Jessica Drew. Successivamente divenne un membro fondamentale della resistenza contro Magneto, e nella battaglia finale si scontrò con Namor e Tempesta assorbendo i loro poteri.

### X-Men: The End
Nel futuro alternativo dove è ambientata la serie X-Men: The End, Rogue e Gambit sono sposati ed hanno due figli di nome Oliver (che ha ereditato i suoi poteri) e Rebecca “Becca” LeBeau. Rogue, acquisito il completo controllo dei suoi poteri, li utilizza per sconfiggere Shaitan e soccorrere i bambini tenuti prigionieri nel campo di Neverland. Viene uccisa da Sinistro travestito da Gambit (la sua morte viene poi vendicata dalla matrigna Mystica).

## Altri media

### Cinema
Nella saga cinematografica degli X-Men, Rogue (che inizialmente si presenta come "Marie" e non "Anna Marie") è interpretata dall'attrice premio Oscar Anna Paquin. In tale versione, è una giovane adolescente con una vita normale che si ritrova improvvisamente a fare i conti con la propria natura di mutante. Viene così accolta all'interno dello Xavier Istitute, dove inizia una travagliata relazione con l'Uomo Ghiaccio e diventa una sorta di figlia surrogata per Wolverine, cosa che quest'ultimo gli confessa sinceramente di non essere suo padre ma un amico. Per via di tutte queste caratteristiche, più che l'effettiva Rogue fumettistica, questa versione ricorda maggiormente personaggi quali Kitty Pryde o Jubilee. Compare in:
- X-Men (2000)
- X-Men 2 (X2, 2003)
- X-Men - Conflitto finale (X-Men: The Last Stand, 2006)
- X-Men - Giorni di un futuro passato (X-Men: Days of Future Past, 2014)[5]

### Televisione
Rogue è apparsa nelle seguenti serie televisive animate
- Insuperabili X-Men (1992): doppiata da Leonore Zann in originale e Dania Cericola in italiano. In questa serie Rogue possiede i poteri di Ms.Marvel/Carol Denvers, e Rogue sembra essere il suo nome proprio poiché viene chiamata così anche dal suo ex-ragazzo Cody.
- Spider-Man - L'Uomo Ragno
- X-Men: Evolution
- Wolverine e gli X-Men
- Super Hero Squad Show
- X-Men '97 (2024)

### Videogiochi
Rogue appare come personaggio giocabile in:
- X-Men vs. Street Fighter
- Marvel vs. Capcom 2: New Age of Heroes
- X-Men: Mutant Academy 2
- X-Men: Mojo World
- X-Men Legends
- X-Men: Next Dimension
- X-Men Legends II: L'era di Apocalisse
- Deadpool
- Marvel: Avengers Alliance
- Marvel: Sfida dei campioni
- Marvel: La Grande Alleanza 3: L'Ordine Nero

Rogue appare come personaggio non giocabile in:
- Marvel Super Heroes vs. Street Fighter
- X-Men
- Marvel vs. Capcom: Clash of Super Heroes
- X-Men 2: La vendetta di Wolverine
- Spider-Man 2: Enter Electro

In LittleBigPlanet è un costume per contenuto scaricabile.